# Elva (namn)
Kvinnonamnet Elva eller Älva kan komma från räkneordet elva eller från naturväsendet älva. Namnet kan också vara en kortform av Elvira, ett spanskt namn med arabiskt ursprung som betyder vit. Namnet har förekommit i Sverige sedan början av 1800-talet.
Den 31 december 2014 fanns det totalt 363 kvinnor folkbokförda i Sverige med namnet Elva, varav 130 bar det som tilltalsnamn. Motsvarande siffror för Älva var 262 respektive 85.
Namnsdag: saknas